# Marcão do Povo
Marcos Paulo Ribeiro de Morais (Minaçu, 24 de fevereiro de 1980), mais conhecido como Marcão do Povo, é um jornalista e ex-político brasileiro. Atualmente é apresentador do Primeiro Impacto no SBT.

## Carreira

### Televisão
Começou na TV na apresentação do programa Gurupi Urgente da TV Girassol, afiliada da Rede Bandeirantes. Logo em seguida apresentou o programa Chumbo Grosso, telejornal policial exibido na TV Goiânia, afiliada da Rede Bandeirantes. Em 2016 foi contratado pela RecordTV Brasília para apresentar o Balanço Geral DF. 
Em fevereiro de 2017, chegou a ser contratado pela TV Brasília para apresentar o DF Alerta, mas a emissora recebeu ameaças do Grupo Record de cancelar contrato com a Igreja Universal que possui diversos horários alugados na programação e a emissora optou por efetivar a jornalista Nikole Lima que era repórter do programa. Mas acabou em 13 de fevereiro, assinando com o SBT. Em 15 de fevereiro, foi anunciado como novo apresentador do Primeiro Impacto dividindo o comando a partir de 20 de fevereiro com Dudu Camargo. Existiram rumores de que em março do mesmo ano Marcão seria apresentador eventual do SBT Brasil, o que foi desmentido posteriormente.

## Controvérsias

### Ofensas raciais
Em janeiro de 2017, Marcão envolveu-se em uma controvérsia após chamar a cantora Ludmilla de "pobre e macaca", que por sua vez declarou que vai denunciar o jornalista por racismo. Após o ocorrido, o então apresentador do Balanço Geral DF foi demitido, tendo a RecordTV emitido a seguinte nota: "A Record TV vem a público lamentar os transtornos causados à cantora Ludmilla, sua família e seus fãs motivados por um comentário feito pelo apresentador Marcão no Balanço Geral DF. A Emissora repudia qualquer ato dessa natureza e afirma que este tipo de conduta não está na linha editorial de nosso Jornalismo. Por este motivo, a Record TV Brasília optou por rescindir o contrato do apresentador Marcão".

### Direitos políticos cassados
De acordo com reportagem publicada pelo portal UOL, Marcão foi condenado pela Justiça Eleitoral em 2010, tendo seus direitos políticos cassados por três anos por abuso de poder econômico. Além disso, o político e jornalista nascido no estado de Goiás também teria sido investigado pelo Ministério Público Estadual suspeito de ligações com a máfia dos caça-níqueis na região.

### Cobertura da tragédia de Brumadinho
Em 31 de janeiro de 2019, durante as reportagens sobre o rompimento da barragem de Brumadinho, Marcão recebeu críticas por seu comportamento durante as matérias juntamente com a repórter Márcia Dantas, onde os dois ficaram por alguns instantes fazendo piadas em relação ao ator Leonardo DiCaprio, que havia lamentado o ocorrido em seu Instagram.

### Tentativa de expor nude de Luisa Sonza
Em 5 de fevereiro de 2019, o apresentador foi acusado de tentar mostrar durante seu programa uma foto íntima vazada da cantora Luisa Sonza. Numa entrevista em maio do mesmo ano, Marcão negou a acusação.

### Opinião sobre infectados pelo coronavírus
Em 8 de abril de 2020, o jornalista defendeu no programa Primeiro Impacto, o qual apresentava, a criação de campos de concentração para tratar os eventuais portadores sintomáticos de COVID-19 e assim evitar medidas de distanciamento social. O apresentador foi indefinidamente afastado do programa segundo nota divulgada no mesmo dia pela rede de televisão SBT.